# OGLE-TR-56
OGLE-TR-56 — звезда в созвездии созвездие Стрельца. Из-за большой неопределённости в оценке расстояния (~1500 пс) информация по OGLE-TR-56 неточна. Звезда является жёлтым карликом класса G. Не видна невооружённым глазом (звёздная величина 16,6). Первая звезда, планета которой была открыта транзитным методом.

## Планета b

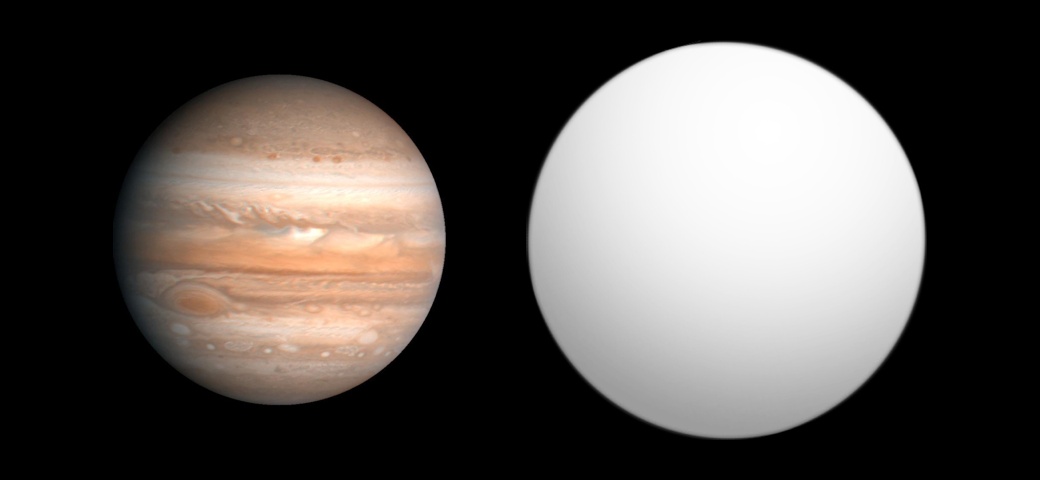
Сравнение размеров OGLE-TR-56 b и Юпитера

Планета OGLE-TR-56 b относится к редкому типу короткопериодичных горячих юпитеров (гигантских планет с периодом обращения порядка 1-2 суток). По глубине транзита вычислены радиус и плотность планеты.
Период обращения OGLE-TR-56 b 1,212 суток, большая полуось орбиты 0,0225 а.е., эксцентриситет 0 (круговая орбита). Масса 1,45 юпитерианских, радиус 1,23 юпитерианских, плотность ~1,0 г/см³, температура на поверхности оценивается примерно в 1 700 градусов Цельсия.